# Цыбань, Алла Викторовна
А́лла Ви́кторовна Цыбань (6 июня 1938 — 1 июля 2021) — советский и российский гидробиолог, доктор биологических наук (1977), академик РАН (2008), специалист в области биоокеанологии.

## Биография
В 1960 году окончила Одесский государственный университет им. И. И. Мечникова. В 1966 году защитила кандидатскую диссертацию «Микробиологическая характеристика северо-западной части Чёрного моря».
В 1977 году защитила диссертацию доктора биологических наук («Морской бактерионейстон»). В 1989—2013 годах — заместитель директора Института глобального климата и экологии.
30 мая 1997 года избрана членом-корреспондентом РАН по Отделению океанологии, физики атмосферы и географии, 29 мая 2008 года избрана действительным членом РАН по Отделению наук о Земле.
С 2014 года — заведующая отделом экологии и мониторинга океана Института глобального климата и экологии.

## Награды
СССР
- Орден Дружбы народов

Российской Федерации
- Заслуженный деятель науки Российской Федерации (1999)
- «Орден Почёта» (2009)